# 白川村立白川小学校加須良分校
白川村立白川小学校加須良分校 （しらかわそんりつ　しらかわしょうがっこう　かずらぶんこう）は、かつて岐阜県大野郡白川村に存在した公立小学校の分校。

## 概要
- 白川小学校[注釈 2]の分校であり、加須良地区が校区であった。1968年、加須良地区の集団離村により廃校。
- 加須良地区は飛騨加須良とも呼ばれ、庄川の支流の境川を挟んで富山県東礪波郡上平村（現・南砺市）の桂地区（通称：越中桂）と生活圏を形成しており、合掌造りの集落であった[注釈 3]。1968年に集団離村により廃村。2019年現在も無人の地区である。加須良地区の後を追うように桂地区も1970年に集団離村となった[注釈 4]。

## 沿革
加須良分校（加須良地区分教場）としては1923年に開校。ここではそれ以前についても記述する。
- 1874年（明治7年） - 加須良村は鳩谷学校椿原支校に通学。
- 1875年（明治8年） -  芦倉村、有家ヶ原村、飯島村、牛首村、内ヶ戸村、大窪村、大牧村、尾神村、荻町村、加須良村、小白川村、木谷村、島村、椿原村、野谷村、鳩谷村、平瀬村、福島村、馬狩村、牧村、御母衣村が合併し、白川村が発足。
- 1892年（明治25年）4月 - 白川村の学校が統合され、白川尋常小学校となる。加須良地区に白川尋常小学校椿原分教場加須良臨時派出所が設置される。蓮受寺[注釈 5]を仮校舎とする。
- 1910年（明治43年） - 白川尋常高等小学校椿原分教場小白川臨時派出所と1ヶ月交替での授業となる。
- 1923年（大正12年）5月 - 校舎を新築（木造2階建）し、移転する。同時に椿原分教場から独立し、白川尋常高等小学校加須良分教場となる。
- 1941年（昭和16年）4月1日 - 白川国民学校加須良分教場となる。
- 1947年（昭和22年）4月1日 - 白川村立白川小中学校加須良分校となる。
- 1960年（昭和35年） - 校舎（木造2階建）を新築。
- 1968年（昭和43年） - 加須良地区の集団離村により、廃校。廃校時の児童数は3名。